# Eve (revistă)

Eve a fost o revistă pentru femei din Marea Britanie.
A fost lansată în anul 2002 de trustul BBC și a fost vândută ulterior către compania HayMarket.
Revista a fost lansată și în România, în noiembrie 2007, de către Media Sport Group, parte a trustului Intact Media Group.
Directorul editorial al publicației era la acel moment Dana Săvuică.